# Torre degli Uguzzoni
La Torre degli Uguzzoni è una delle circa 20 torri gentilizie ancora esistenti nel centro storico della città di Bologna.

## Struttura
La torre si trova all'angolo tra vicolo Mandria e vicolo Tubertini, in uno degli angoli più suggestivi e pittoreschi di Bologna, che sa evocare atmosfere di sapore medievale e offre una seppur pallida idea di quello che doveva essere il volto della città di un tempo.
Innalzata tra la fine del XII e l'inizio del XIII secolo, è alta 32 metri e ha una base quasi quadrata di 10,06 x 9,65 metri. La base, i cui muri hanno uno spessore di 1,61 metri, è poi rivestita da due file di blocchi di selenite (che diventano tre sul fianco), posti a filo dei muri e non a scarpa come in altre torri contemporanee. La cima della torre è stata trasformata in altana in tempi moderni (tra il '600 e il '700), mediante l'apertura di grandi squarci nei muri. In basso si conserva la stretta porta originaria, sormontata da un arco a sesto molto acuto, e, più in alto, due finestre antiche ad arco tondo. La presenza di queste due finestre, che non sono in asse con la porta, unita al ridotto spessore delle murature, indica che si tratta in realtà di una casa-torre, cioè che fu effettivamente adibita ad abitazione. Sotto la finestra più bassa sono presenti cinque grosse buche pontaie che ospitavano le travi di legno del ballatoio che collegava la torre alle case attigue. In tempi recenti sono poi state realizzate nuove finestre per dare luce ai locali interni, che fino ai primi anni 2000 hanno ospitato gli uffici del Credito Romagnolo (poi Rolo Banca, poi Unicredit), proprietario della struttura e dei palazzi limitrofi dall'inizio del '900. Oggi è destinata a civile abitazione.

## Storia
Gli Uguzzoni erano nobili ghibellini, diramati nel XII secolo dalla famiglia Guarini. Guido Uguzzoni fu console del comune di Bologna. Nel 1272 i membri della famiglia entrarono a far parte degli Anziani del Comune, restando in carica fino al 1363. Pochi anni dopo (1367) la torre e le case adiacenti passarono ai Ludovisi, poi ai Tubertini e ad altri privati cittadini, fino all'acquisto da parte del Credito Romagnolo.